# Thomas Tallis
Pour les articles homonymes, voir Tallis (homonymie).
Thomas Tallis (né vers 1505, mort à Greenwich le 23 novembre 1585) est un compositeur et organiste anglais de la Renaissance. Les différentes conditions politiques et artistiques associées à cette période eurent un effet significatif sur la production musicale de Thomas Tallis et de nombre de ses contemporains ;  des styles musicaux disparurent quand d'autres apparurent.

## Biographie
Organiste et chantre dans plusieurs institutions ecclésiastiques, Tallis est organiste de l'Abbaye de Waltham dans l'Essex aux alentours de 1536 jusqu'à la dissolution de l'abbaye en 1540. Il est nommé gentilhomme de la Chapelle royale en 1542. Il tient l'orgue et compose alors pour les rois Henri VIII (fondateur de la religion anglicane), Édouard VI, les reines Marie Tudor et Élisabeth Ire. Malgré le schisme, il demeura un catholique convaincu toute son existence. Ses premières compositions reflètent cette tradition catholique et comprennent de nombreuses œuvres sur des textes latins. Néanmoins, quand la réforme anglicane survient, il sait adapter sa musique. C'est pour cela que son répertoire compte des hymnes et cantiques destinés à la liturgie protestante. Au fur et à mesure des alternances de religion officielle en Angleterre, Tallis parvient à faire varier son genre musical.
Il partage sa position à la Chapelle royale avec son disciple William Byrd. En 1575, les deux hommes se voient conférer conjointement le privilège exclusif par la reine Élisabeth Ire pendant vingt et un ans d'importer, imprimer, publier, vendre de la musique et d'imprimer du papier musique (c'était une simple autorisation commerciale, afin de pouvoir vendre leur production musicale). Tallis participe à la publication en 1575 du premier livre des Cantiones Sacræ (« chants sacrés ») de Byrd, pour lequel il compose 16 des 36 pièces, qui sont toutes des motets. Cependant, bien que novateur et bien réussi, ce livre sera un échec commercial et marquera la fin de la musique sacrée en latin en tant que genre majeur en Angleterre. Son œuvre abondante (plus de 100 compositions) compte notamment de nombreuses messes et motets.
Tomas Tallis décéda le 23 novembre 1585 à Greenwich et fut inhumé au chœur de son église paroissiale. En effet, sur une page de l'un des livres de chant dits Dow Partsbooks, manuscrit 988 conservé aux archives du collège Christ Church (Oxford), écrivit le copiste Robert Dow : « Magister Thomas Tallis / Mortuus est 23° Novembris 1585 / Sepultus Grenouici Choro Ecclesiæ parochialis ». Ce manuscrit était contemporain de Tallis et fut copié dans les années 1580.

## Œuvres
Tallis était fort réputé pour son ingéniosité et pour sa dextérité. Son œuvre la plus répandue est probablement Spem in alium, un motet pour quarante voix indépendantes (8 chœurs à 5 voix). Ce tour de force contrapuntique (on ne rencontre pas de quintes parallèles dans le tissu harmonique !) est certes rare, mais il n'est pas unique dans la littérature musicale — un motet à quarante voix du compositeur florentin Alessandro Striggio, datant approximativement de la même époque (Ecce beatam lucem, 1561), peut d'ailleurs avoir inspiré Tallis. Certaines sources prétendent que ce motet aurait été composé pour le 40e anniversaire de la reine Élisabeth Ire.
Ses Lamentations du Prophète Jérémie renferment des passages remarquables (The Lamentations of Jeremiah, chantées en latin, par un chœur à cinq voix : Alto, 2 Ténors, 2 Basses ou Soprano, 2 Alti, Ténor, Basse).

## Héritage
Thomas Tallis a été joué à l'écran par Joe Van Moyland dans la série Les Tudors en 2007.